# Приморське (Ізмаїльський район)
Примо́рське, до 1945 Жебріяни — село Вилківської міської громади в Ізмаїльському районі Одеської області, Україна. Населення становить 1895 осіб. Найпівденніший курорт Бессарабії.

## Географія

### Розташування

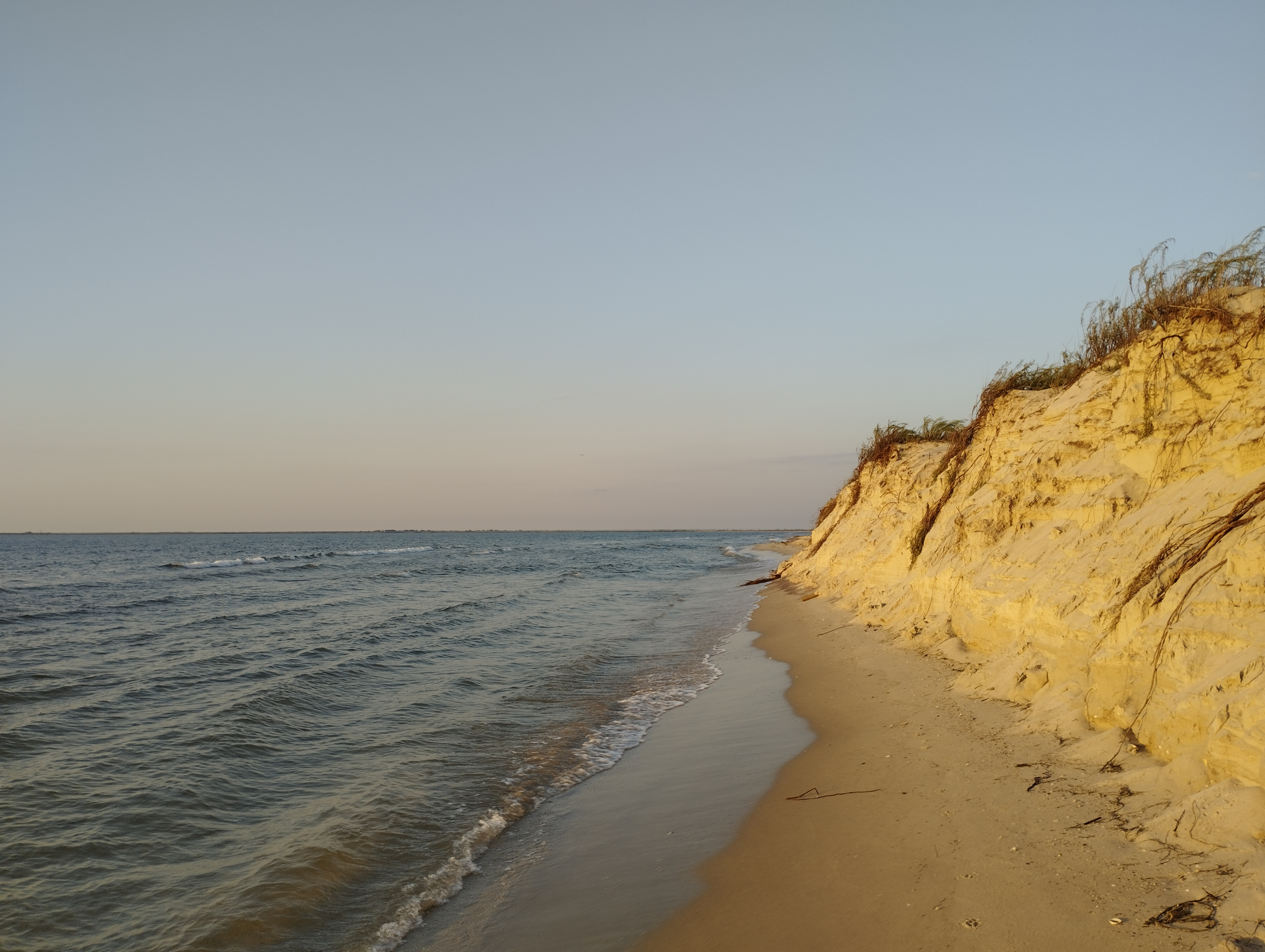
Берег моря в Приморському

Приморське розташоване на південному-заході України. Відстань до районного центру (Ізмаїл) становить 108 км. Відстань до обласного центру — м. Одеси — приблизно 208 км напряму, автошляхами — 208 км.

### Водна система
Внутрішні води південноодеського регіону належать басейнам річки Дунай та Північного Причорномор'я. У радіусі 30 км від Приморського зосереджено багато різних водоймищ. Найбільші з них на північному сході: лиман Сасик, відділений від моря штучним насипом.
На півдні протікає головна водна артерія Європи — річка Дунай, Кілійське гирло в її нижній течії. Ріка має важливе господарське значення для зрошування, судноплавства та забезпечення питною водою мешканців регіону. Однак низький рівень північного узбережжя є ризиком підтоплення території села водами Дунаю. Село розташоване неподалік Чорного моря, на східному березі якого розташовано Приморську курортно-розважальну зону та Вилківський рекреаційний комплекс зеленого туризму.
Жебріянська бухта знаходиться на сході на відстані 2 кілометрів від села.
З метою захисту ґрунтів від вивітрювання вологи, запобігання вимерзання посівів та ерозії ґрунтів територію вкрито сіткою лісосмуг (акацієвими і дубовими деревами) та умовно поділено на ділянки в 100 — 200 га.

### Клімат
Клімат Приморського помірно-континентальний з м'якою короткою, малосніжною з частими відлигами зимою та теплим, рідше спекотним тривалим літом, однак із недостатньою вологістю. Зима триває із середини листопада до кінця березня (4,5 місяці), середня температура складає +0,8 °C. Найхолоднішим місяцем року є січень, середня його температура становить −0,5 °C, морози не нижче −22,8 °C. Літо триває із середини травня до кінця вересня (4,5 місяці), середня температура становить +20,8 °C. Найтепліший місяць — липень, середня температура +21,7 °C, спека не більше +37,8 °C.
| Клімат Приморського     | Клімат Приморського | Клімат Приморського | Клімат Приморського | Клімат Приморського | Клімат Приморського | Клімат Приморського | Клімат Приморського | Клімат Приморського | Клімат Приморського | Клімат Приморського | Клімат Приморського | Клімат Приморського | Клімат Приморського | Клімат Приморського |
| Температура             | Температура         | Температура         | Температура         | Температура         | Температура         | Температура         | Температура         | Температура         | Температура         | Температура         | Температура         | Температура         | Температура         | Температура         |
| Місяць                  | Січ                 | Лют                 | Бер                 | Кві                 | Тра                 | Чер                 | Лип                 | Сер                 | Вер                 | Жов                 | Лис                 | Гру                 |                     |                     |
| ----------------------- | ------------------- | ------------------- | ------------------- | ------------------- | ------------------- | ------------------- | ------------------- | ------------------- | ------------------- | ------------------- | ------------------- | ------------------- | ------------------- | ------------------- |
| Абсолютний максимум, °C | 16,1                | 21,1                | 26,1                | 27,8                | 31,1                | 37,8                | 37,2                | 36,1                | 33,9                | 31,1                | 25,0                | 18,9                |                     | 37,8                |
| Середній максимум, °C   | 2,8                 | 3.3                 | 8,3                 | 15,0                | 21,1                | 25,0                | 26,7                | 26,7                | 22,8                | 16,1                | 8,3                 | 3,9                 |                     | 15,0                |
| Середня температура, °C | −0,5                | 0                   | 4,4                 | 10,6                | 16,1                | 20,0                | 21,7                | 21,1                | 17,2                | 11,7                | 5,0                 | 1,1                 |                     | 11,1                |
| Середній мінімум, °C    | −3,9                | −3,3                | 0,5                 | 6,1                 | 11,1                | 15,0                | 16,1                | 15,6                | 11,7                | 6,7                 | 1,1                 | −1,7                |                     | 6,1                 |
| Абсолютний мінімум, °C  | −20,0               | −22,8               | −18,3               | −2,2                | 0                   | 6,7                 | 10,0                | 4,4                 | −2,2                | −7,8                | −16,1               | −16,2               |                     | −22,8               |
| Кількість опадів        |                     |                     |                     |                     |                     |                     |                     |                     |                     |                     |                     |                     |                     |                     |
| Місяць                  | Січ                 | Лют                 | Бер                 | Кві                 | Тра                 | Чер                 | Лип                 | Сер                 | Вер                 | Жов                 | Лис                 | Гру                 |                     | Всього              |
| Норма опадів, мм        | 20                  | 30                  | 40                  | 40                  | 50                  | 80                  | 60                  | 50                  | 30                  | 30                  | 40                  | 40                  |                     | 580                 |

За рік випадає 400 — 600 мм атмосферних опадів. Найдощовими місяцями є червень, липень та листопад, протягом яких місячна кількість опадів становить близько 60 — 80 мм. Найсухішими місяцями є січень і лютий, коли випадає 20 — 30 мм. Нерідким явищем є тумани та роса. Спостерігати їх можна впродовж усього року, але найчастіше тумани з'являються в холодній половині року, тоді як роса — в літній.
Середньорічна швидкість вітру — 3,8 м/с (за даними ГМС Усть-Дунайськ). Із вересня по квітень найбільшу повторюваність мають вітри від N (18-41 %) та від NW (12-26 %). Лише в травні взагалі не спостерігається чіткого переважання якого-небудь напрямку вітру. У червні-серпні переважаючим стають вітри від S і Е, повторюваність кожного напрямку сягає 35 %.
| Градація швидкості вітру, % | Градація швидкості вітру, % | Градація швидкості вітру, % | Градація швидкості вітру, % | Градація швидкості вітру, % | Градація швидкості вітру, % | Градація швидкості вітру, % | Градація швидкості вітру, % | Градація швидкості вітру, % | Градація швидкості вітру, % | Градація швидкості вітру, % | Градація швидкості вітру, % | Градація швидкості вітру, % | Градація швидкості вітру, % | Градація швидкості вітру, % |
| Місяць                      | Січ                         | Лют                         | Бер                         | Кві                         | Тра                         | Чер                         | Лип                         | Сер                         | Вер                         | Жов                         | Лис                         | Гру                         | Рік                         |                             |
| --------------------------- | --------------------------- | --------------------------- | --------------------------- | --------------------------- | --------------------------- | --------------------------- | --------------------------- | --------------------------- | --------------------------- | --------------------------- | --------------------------- | --------------------------- | --------------------------- | --------------------------- |
| 0 м/с - 5 м/с               | 52,4                        | 54,4                        | 49,6                        | 56,5                        | 62,1                        | 64,2                        | 65,2                        | 67,6                        | 63,3                        | 48,2                        | 48                          | 47                          | 56,5                        |                             |
| 6 м/с - 10 м/с              | 37,8                        | 33,9                        | 41,3                        | 37,6                        | 33,2                        | 32,3                        | 31,3                        | 29,1                        | 31,7                        | 41,8                        | 38,3                        | 41                          | 35,8                        |                             |
| 11 м/с - 15 м/с             | 9,1                         | 10,3                        | 7,6                         | 5,8                         | 4,5                         | 3,3                         | 3,4                         | 3,3                         | 4,5                         | 8,8                         | 12,6                        | 10,3                        | 6,9                         |                             |
| 16 м/с - 20 м/с             | 0,7                         | 1,4                         | 1,5                         | 0,2                         | 0,1                         | 0,3                         | 0,1                         | 0                           | 0,6                         | 1,2                         | 1,2                         | 1,2                         | 0,8                         |                             |

Процеси в живій природі дуже залежні від тривалості світлового дня, що особливо впливає на процес фотоперіодизму живих організмів. Для регіону довгота дня наступна:
| Початок сутінків, год   | 6:59      | 6:19      | 5:27      | 5:26       | 4:40      | 4:25       | 4:49      | 5:31       | 6:13       | 6:53       | 6:34      | 7:03      |
| Схід сонця, год         | 7:32      | 6:50      | 5:57      | 5:59       | 5:16      | 5:04       | 5:26      | 6:04       | 6:43       | 7:23       | 7:08      | 7:38      |
| Сонце в зеніті, год     | 12:09     | 12:11     | 12:04     | 12:56      | 12:54     | 12:59      | 13:04     | 13:00      | 12:50      | 12:42      | 11:43     | 11:55     |
| Захід сонця, год        | 16:46     | 17:32     | 18:12     | 19:54      | 20:32     | 20:54      | 20:40     | 19:56      | 18:56      | 17:59      | 16:18     | 16:13     |
| Кінець сутінків, год    | 17:19     | 18:03     | 18:42     | 20:26      | 21:08     | 21:33      | 21:17     | 20:28      | 19:26      | 18:30      | 16:51     | 16:48     |
| Тривалість дня, год     | 9 ч 14 м  | 10 ч 42 м | 12 ч 15 м | 13 ч 55 м  | 15 ч 16 м | 15 ч 50 м  | 15 ч 14 м | 13 ч 52 м  | 12 ч 13 м  | 10 ч 36 м  | 9 ч 10 м  | 8 ч 35 м  |
| Тривалість ночі, год    | 14 ч 56 м | 13 ч 18 м | 11 ч 45 м | 10 ч 5 м   | 8 ч 44 м  | 8 ч 10 м   | 8 ч 46 м  | 10 ч 8 м   | 11 ч 47 м  | 13 ч 24 м  | 14 ч 50 м | 15 ч 25 м |
| Сонячне сіяння, год/міс | 69 ч 36 м | 79 ч 12 м | 144 ч     | 208 ч 48 м | 276 ч     | 304 ч 48 м | 348 ч     | 321 ч 36 м | 249 ч 36 м | 175 ч 12 м | 69 ч 36 м | 60 ч      |

### Фауна
Територія села перебуває в ареалі рідкісних видів звірів і птахів, занесених до Червоної книги України: соня, сліпаки, лісовий кіт, біла лелека, степовий журавель, ходуличник і рожевий пелікан.

## Історія
За однією з версій назва села походить від «жебрака Івана», за іншою — від турка Хаджі Ібрагіма, нібито його ім'я згодом трансформувалось у Джабраїл, Аджиблаїл, а тоді — і в сучасне ймення села.
У селі є церква старообрядців-липован, названа на честь Казанської Богоматері. Споруджений храм 1903 року.
У серпні 1944 року в ході Другої світової війни відбувся бій за село Жебріяни між радянськими військами з одного боку і румунськими та німецькими — з іншого. Останні відступали під натиском радянських військ з півночі, спорудивши міцне укріплення в районі Жебріян. 24 серпня 18 бронекатерів СРСР висадили 285 вояків-десантників (4 міномети і 10 протитанкових рушниць) на чолі з майором Федором Котановим. Внаслідок тригодинного бою вони зайняли частину села, відрізавши румунські сили, що відступали на південь через Жебріяни. Згодом уже після спроб прориву німецько-румунських військ, які тривала увесь день, у полон здалися 4800 вояків. Також, за радянськими даними, у бою знищено 1500 солдатів та офіцерів.

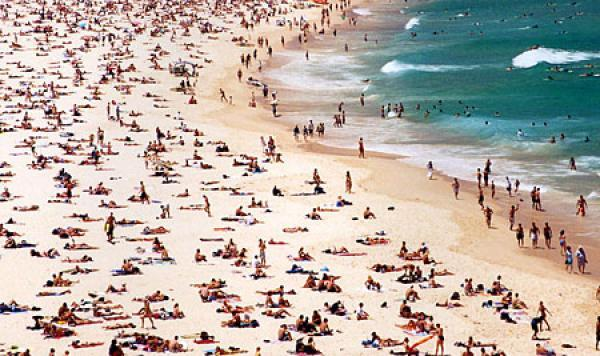
Пляж у Приморському

Після проголошення 24 серпня 1991 року Верховною Радою УРСР Акту про незалежність Україна та проведення всенародного референдуму 1 грудня 1991 року і обрання Президентом України Леоніда Кравчука почався новий етап в історії країни.
У зв'язку зі зміною політико-економічної ситуації в країні село відчуває серйозні труднощі в економічному і соціальному житті: скорочуються обсяги промислового виробництва і відбуваються затримки з виплатою зарплат. Промислові підприємства і колгосп села опинилися на межі банкрутства.
Важливою ланкою перебудови виробничих відносин в аграрній сфері України в 1990-х роках була земельна реформа. З 1993 року в Приморському зі спеціального земельного фонду земель колгоспу «Україна» громадянам села, які мають бажання організовувати фермерське господарство, надаються земельні ділянки. Колективне господарство «Україна» реформується в Колективне сільськогосподарське підприємство «Україна». У 2003 році КСП «Україна» припиняє свою діяльність, що стимулює процес виділення власницьких паїв.
Через зниження рівня життя населення на початку 1990-х років демографічна ситуація у Приморському змінюється: працівники, які були зайняті на промислових підприємствам села та у сільському господарстві, перекваліфіковуються в інші сфери економіки. Значна частина людей виїжджає на заробітки у великі міста. Торгівля стала новим джерелом доходів для жителів. З 1995 року у селі відкриваються об'єкти торговельної інфраструктури, а станом на 2010 рік тут нараховується близько 40 об'єктів роздрібної торгівлі та побутового обслуговування, також більше 10 підприємств барно-ресторанного господарства.
Перше десятиліття XXI століття характеризується зростанням соціально-економічного добробуту Приморського. Зараз на території Приморського ведуться роботи з відновлення та реконструкції дорожньої мережі, а також будуються перша і друга черги нових головних водопровідних споруд.

## Населення
Згідно з переписом 1989 року населення села становило 1975 осіб, з яких 888 чоловіків та 1087 жінок.
За переписом населення 2001 року в селі мешкало 1859 осіб.
За даними перепису 2001 року в селі мешкало 1 612 осіб, територія — 2,02 км².
Чисельність населення станом на 1 січня 2011 рік склала 1895 чоловік. Значна частина економічно активного населення зайнята в сільському господарстві.

### Мова
Розподіл населення за рідною мовою за даними перепису 2001 року:
| Мова       | Відсоток |
| ---------- | -------- |
| російська  | 94,78 %  |
| українська | 4,43 %   |
| болгарська | 0,32 %   |
| гагаузька  | 0,21 %   |
| румунська  | 0,11 %   |

## Органи влади
Управління селом здійснюється Приморською сільською радою на чолі з Приморським сільським головою.
| Суб'єкт місцевого самоврядування | Суб'єкт місцевого самоврядування | Суб'єкт місцевого самоврядування | Суб'єкт місцевого самоврядування | Суб'єкт місцевого самоврядування | Суб'єкт місцевого самоврядування |  |  |                                   |                                   | Територіальна громада             | Територіальна громада             | Територіальна громада             | Територіальна громада             | Територіальна громада    | Територіальна громада    |                          |                          |  |  |  |  |  |  |  |  |  |  |  |  |
| Суб'єкт місцевого самоврядування | Суб'єкт місцевого самоврядування | Суб'єкт місцевого самоврядування | Суб'єкт місцевого самоврядування | Суб'єкт місцевого самоврядування | Суб'єкт місцевого самоврядування |  |  |                                   |                                   | Територіальна громада             | Територіальна громада             | Територіальна громада             | Територіальна громада             | Територіальна громада    | Територіальна громада    |                          |                          |  |  |  |  |  |  |  |  |  |  |  |  |
|                                  |                                  |                                  |                                  |                                  |                                  |  |  |                                   |                                   |                                   |                                   |                                   |                                   |                          |                          |                          |                          |  |  |  |  |  |  |  |  |  |  |  |  |
|                                  |                                  |                                  |                                  |                                  |                                  |  |  | Сільський голова                  |                                   |                                   |                                   |                                   |                                   |                          |                          |                          |                          |  |  |  |  |  |  |  |  |  |  |  |  |
|                                  |                                  |                                  |                                  |                                  |                                  |  |  |                                   |                                   |                                   |                                   |                                   |                                   |                          |                          |                          |                          |  |  |  |  |  |  |  |  |  |  |  |  |
| Представницький орган            | Представницький орган            | Представницький орган            | Представницький орган            | Представницький орган            | Представницький орган            |  |  |                                   |                                   |                                   |                                   | Рада сільських депутатів          | Рада сільських депутатів          | Рада сільських депутатів | Рада сільських депутатів | Рада сільських депутатів | Рада сільських депутатів |  |  |  |  |  |  |  |  |  |  |  |  |
| Представницький орган            | Представницький орган            | Представницький орган            | Представницький орган            | Представницький орган            | Представницький орган            |  |  |                                   |                                   |                                   |                                   | Рада сільських депутатів          | Рада сільських депутатів          | Рада сільських депутатів | Рада сільських депутатів | Рада сільських депутатів | Рада сільських депутатів |  |  |  |  |  |  |  |  |  |  |  |  |
|                                  |                                  |                                  |                                  |                                  |                                  |  |  |                                   |                                   |                                   |                                   | Постійні (тимчасові) комісії      |                                   |                          |                          |                          |                          |  |  |  |  |  |  |  |  |  |  |  |  |
|                                  |                                  |                                  |                                  |                                  |                                  |  |  |                                   |                                   |                                   |                                   |                                   |                                   |                          |                          |                          |                          |  |  |  |  |  |  |  |  |  |  |  |  |
| Виконавчий орган                 | Виконавчий орган                 | Виконавчий орган                 | Виконавчий орган                 | Виконавчий орган                 | Виконавчий орган                 |  |  | Виконавчий комітет сільської ради | Виконавчий комітет сільської ради | Виконавчий комітет сільської ради | Виконавчий комітет сільської ради | Виконавчий комітет сільської ради | Виконавчий комітет сільської ради |                          |                          |                          |                          |  |  |  |  |  |  |  |  |  |  |  |  |

## Економіка
Курорт Основним джерелом прибутку для селян та мешканців багатьох інших населених пунктів поруч із Приморським є курорт, розташований на східній околиці села — його вулиці Морській. Довкола неї за радянських часів розбудовано найпівденніший морський курорт на Одещині. Після тимчасового занепаду багатьох баз відпочинку, що належали збанкрутілим заводам у 1990-х і початку 2000-х років завдяки здебільшого місцевому бізнесу розпочалося відродження та спорудження нових баз. Наразі курорт Приморське має близько 50 баз відпочинку, окрему автостанцію під назвою «Пляж», що працює влітку — у курортний сезон, а також аптеку, кінотеатр, універсам і ринок.
Рослинництво. У структурі землеробства розвинене вирощування: зернових (пшениця, рис, ячмінь), технічних (соняшник) і овочебаштанних культур (картопля, капуста, помідор, перець, кавун, диня тощо), а також виноградарство. Крім того для внутрішніх потреб села розвивається: садівництво, вирощування грибів та зернобобових і кормових культур.
Тваринництво. Промислове значення мають галузі свинарства, птахівництва, скотарства (молочна та м'ясна середня і велика рогата худоба) та аквакультура. Розвивається бджільництво, кролівництво.

### Промисловість
На час розпаду СРСР на території Приморського зберігався великий виробничо-технічний потенціал, але значна частина виробничих потужностей в ході стихійної приватизації 1990-х років перестали працювати.

### Торгівля та послуги
Фінансові послуги. Банківські послуги надають Приморські відділення Ощадбанку.

## Транспорт
Приморське — важливий автотранспортний вузол Кілійського району. Через село з півночі на південь пролягає автомагістраль державного значення Спаське — Вилкове Т 1628. А також у Приморському із північної окраїни села починається регіональна автодорога до села Лиман, яка пролягає через перешийок між озером Сасик та Чорним морем.

## Зв'язок
Загальна кількість абонентів, підключених до фіксованих ліній державного телефонного зв'язку «Укртелеком» налічує 713 одиниць. Для дзвінків використовується чотирьохрівневий (міжнародний рівень, національний, зональний і місцевий) відкритий план нумерації +380 48 43 37 ХХХ.
Послуги мобільного телефонного зв'язку та Інтернету надають чотири компанії-оператора, які виступають під брендами МТС, Jeans, Ecotel, UMC, SIM-SIM, Life:), Київстар, ACE&BASE і Djuice, охоплюючи близько 97,8 відсотка території.
Послуги доступу до мережі Інтернет надають оператори Укртелеком та Телнет, використовуючи при цьому модем і телефонну мережу загального користування.

## Культура
У селі діє низка культурних та культурно-освітніх установ:
- Будинок культури села Приморського.
- Музична школа, філія Кілійської музичної школи, де навчається більше 50 учнів. На базі школи діють класи фортепіано, баяна, скрипки, народних інструментів та вокалу. Крім освітньої діяльності, школа бере участь у культурних заходах регіонального, обласного, республіканського та міжнародного (Польща, Японія) рівня, часто посідає призові місця[15].